# Scilla antunesii
Scilla antunesii är en sparrisväxtart som beskrevs av Adolf Engler. Scilla antunesii ingår i släktet blåstjärnesläktet, och familjen sparrisväxter. Inga underarter finns listade i Catalogue of Life.